# Sonny & Cher
Sonny & Cher fueron un dúo estadounidense de música pop conformado por los esposos Sonny Bono y Cher, y cuyo periodo de actividad fue entre 1964 a 1977. 
Comenzaron su carrera a mediados de los años sesenta sirviendo de voces secundarias en las grabaciones del afamado productor discográfico Phil Spector, pero lograron la fama y el éxito comercial con canciones como: «Baby Don't Go», «The Beat Goes On» y «I Got You Babe». Tras firmar con el sello Atco/Atlantic Records, el dúo lanzó una serie de álbumes hacia finales de la década que los establecieron como referentes consolidados del movimiento hippie, además del estreno de su primera película Good Times, que no disfrutó de ningún éxito en los teatros y que marcó el primer declive de su carrera.
Se reinventaron en 1970 incursionando exitosamente en la industria de la televisión con The Sonny & Cher Comedy Hour, un show de variedades que fue líder de audiencia en el horario estelar y considerado uno de los más populares de la época. En 1972, retomaron sin éxito su carrera musical con el lanzamiento de dos álbumes de estudio bajo el sello de MCA Records. Tras diversos problemas personales entre la pareja, el dúo se divorció en 1975, dando así final a su carrera juntos.
Tras su separación, Sonny Bono disfrutó de una exitosa carrera en la política norteamericana, siendo elegido congresista para la Cámara de Representantes de los Estados Unidos por el estado de California hasta su muerte en 1998, y Cher logró el éxito como actriz y cantante, convirtiéndose en una de las artistas más exitosas de todos los tiempos. Sonny & Cher vendieron alrededor de 60 millones de discos en los pocos años que estuvieron juntos y su canción «I Got You Babe» fue considerada por la revista Rolling Stone como una de las «500 mejores canciones de todos los tiempos».

## Carrera

### 1962-1964: Orígenes
Cherilyn Sarkisian conoció a Salvatore Bono por primera vez en una cafetería de Los Ángeles en noviembre de 1962; ella tenía 16 años y él, 11 años mayor, tenía 27. Bono trabajaba para Phil Spector en los Estudios Gold Star de Hollywood. La pareja tuvo una buena amistad desde el inicio, se hicieron novios y se casaron, presuntamente, en 1964; esto contrasta con las declaraciones de Sonny Bono en su autobiografía en la que afirma que la pareja no se casó hasta después del nacimiento de su única hija, Chastity Bono. A través de Bono, Cher debutó como cantante haciendo la voz secundaria de varias canciones clásicas producidas por Spector como «Be My Baby» de The Ronettes, «You've Lost That Lovin' Feelin'» de The Righteous Brothers y «A Fine, Fine Boy» de Darlene Love. En esta última, la intervención vocal de Sonny & Cher es evidente en un punto.

### 1965-1966: Ascenso

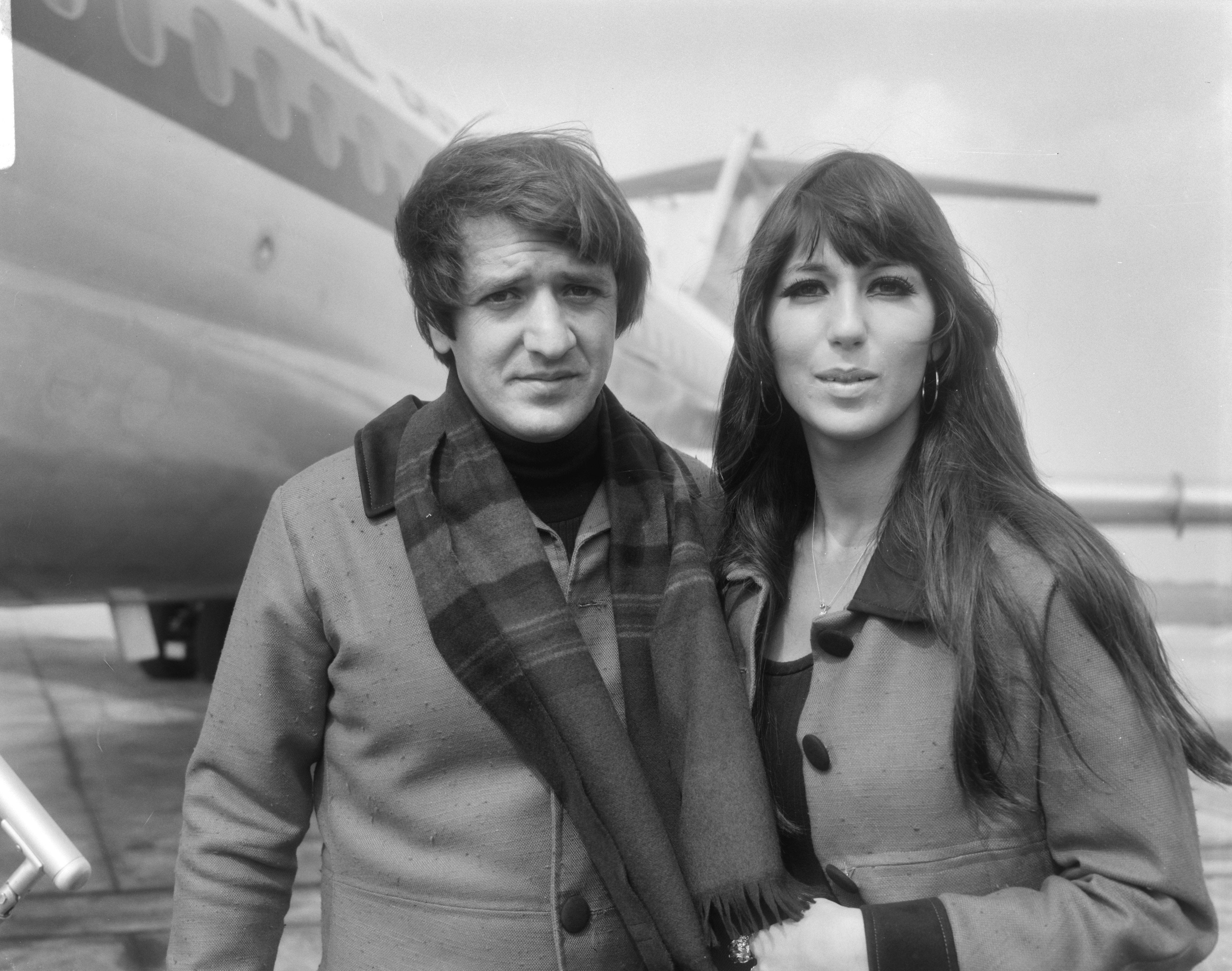
Sonny & Cher llegando a los Países Bajos en 1966.

Con Sonny a cargo de las composiciones y la producción, el dúo inició su carrera bajo el seudónimo «Caesar and Cleo» y estrenaron las canciones «The Letter» bajo el sello de Vault Records y «Do You Wanna Dance» y «Love Is Strange» bajo el sello de Reprise Records, todas ellas en 1964.
En septiembre del mismo año estrenaron «Baby Don't Go» bajo el seudónimo de Sonny & Cher, la cual alcanzó el éxito en la radio local. Dicha canción sería luego recopilada en Baby Don't Go – Sonny & Cher and Friends, álbum que también reunió todo el trabajo de Caesar and Cleo y colaboraciones con artistas como Bill Medley, The Lettermen y The Blendells. 
Su primer álbum de estudio oficial, Look At Us, salió al mercado en el verano de 1965. Este incluyó «I Got You Babe», canción que eventualmente llegaría a la cima de las listas de éxito en el mundo. Look At Us lideró los conteos de ventas, haciéndose con la segunda casilla del Billboard 200 por ocho semanas consecutivas a finales del año.
Debido a su éxito, el dúo realizó apariciones en los programas de televisión más importantes de la época: The Ed Sullivan Show, American Bandstand, Where The Action Is, Hollywood A Go-Go, The Hollywood Palace, Hullabaloo, Beat Club, Shindig!, Ready Steady Go! y Top of the Pops. También realizaron un cameo en la cinta Wild on the Beach cantando «It's Gonna Rain». Bono mostró un interés muy temprano por la política y su deseo de aspirar al Congreso en la letra de la canción «The Revolution Kind» de Look At Us.

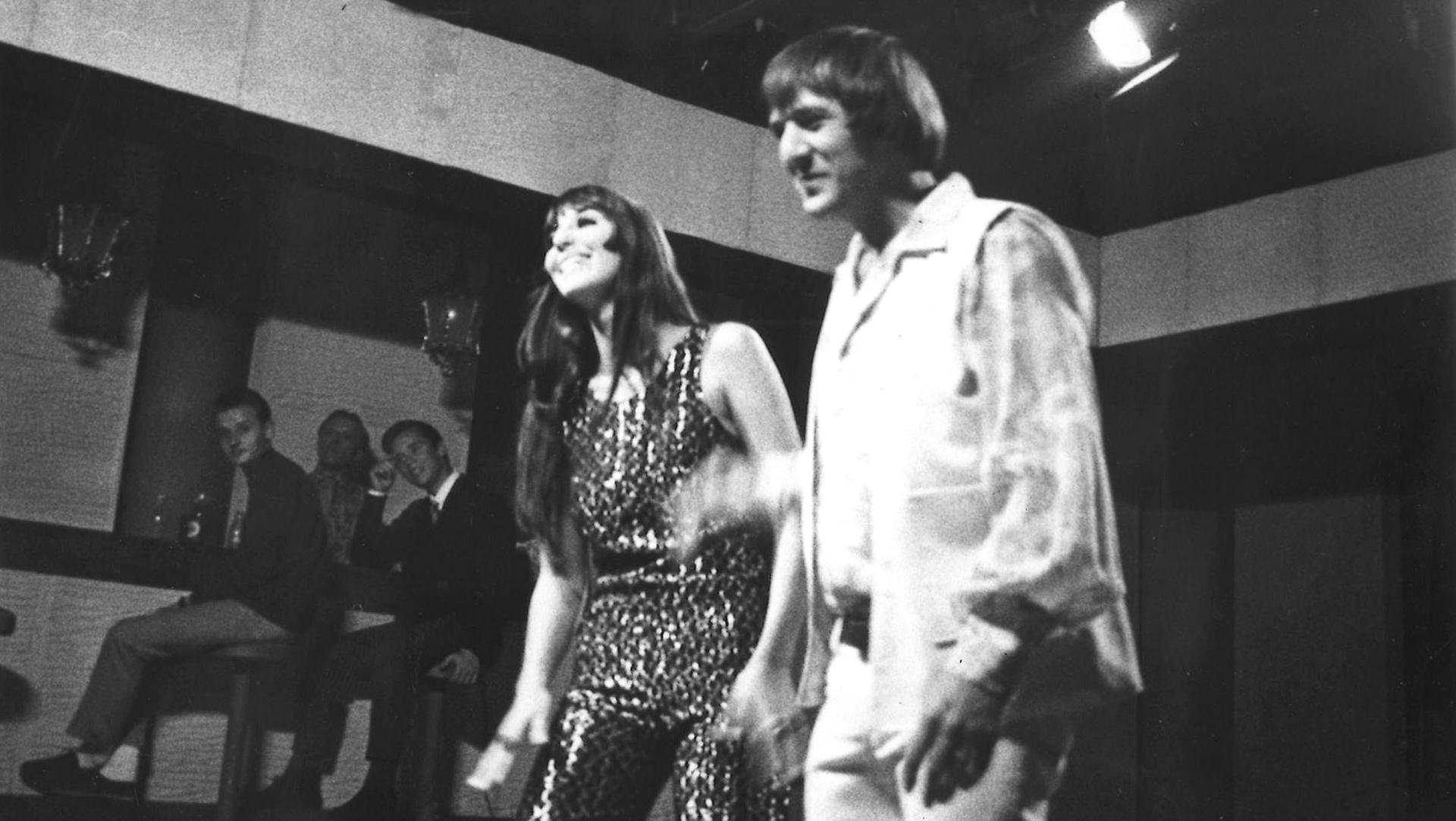
Sonny & Cher en concierto en Finlandia en 1966.

Su siguiente álbum, The Wondrous World of Sonny & Chér, salió a la venta en abril de 1966. El álbum se ubicó en la casilla 34 del Billboard 200 y con él, presentaron su primera gira mundial: Wondrous World Tour. Viajaron por Europa y la boletería fue siempre bien vendida. Rápidamente fueron tendencia por su particular forma de vestir, con Sonny llevando botas altas de estilo cavernario mientras que Cher iba descalza; ambos vistiendo pieles de animal en la mayoría de ocasiones.
Durante 1965, cinco de sus canciones se ubicaron en los primeros veinte lugares de la lista Billboard, un logro alcanzado por otros artistas de la talla de Elvis Presley, The Beatles y The Rolling Stones, entre otros. Durante esta época, Cher realizó una serie de lanzamientos en solitario con «Bang Bang (My Baby Shot Me Down)» (compuesta por Sonny) y «Alfie» (compuesta por Burt Bacharach y Hal David) siendo sus canciones de mayor éxito. En 1967 no pudieron asistir al Desfile del Torneo de las Rosas tras ser objeto de acoso por jóvenes de Sunset Strip.

### 1967-1969: Caída

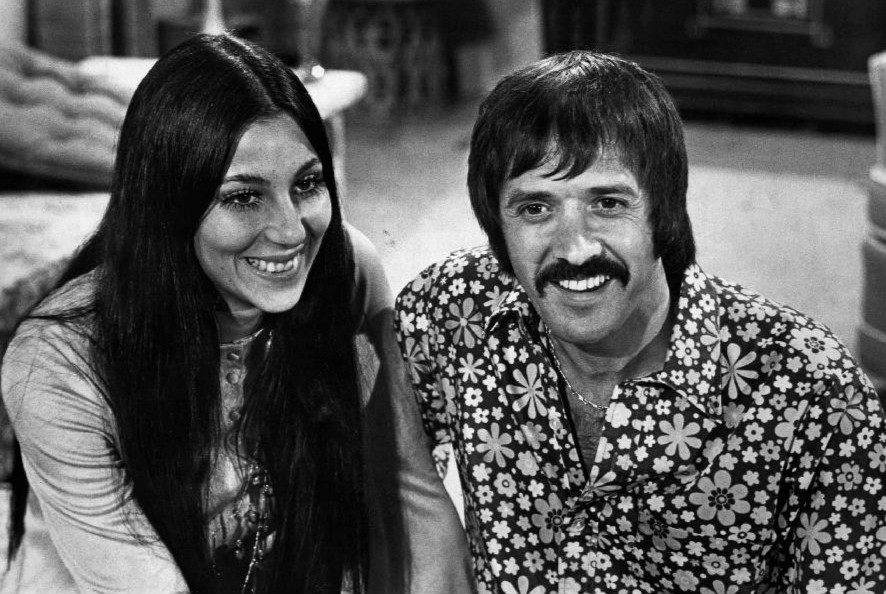
El dúo para 1971.

Su tercer álbum de estudio: In Case You're in Love, salió a la venta en marzo de 1967. Alcanzó la casilla 45 del conteo de Billboard 200 y dio origen a las exitosas canciones «The Beat Goes On» y «Little Man», ambas compuestas por Sonny. En un intento por recapturar el éxito inicial del dúo una vez más, Sonny inició un proyecto cinematográfico protagonizado por ellos dos. Good Times fue estrenada en mayo de 1967 pero fue un fracaso total, la cinta dejó en serios problemas económicos al dúo y su compañía cinematográfica, Columbia Pictures, los descartó de un tajo para su siguiente proyecto: Speedway, siendo reemplazados por Elvis Presley y Nancy Sinatra. Su segunda película, Chastity, fue estrenada en 1969 y fue escrita y dirigida por Sonny Bono, pero también resultó en un grave fracaso comercial.
En 1968, su carrera se estancó de forma intempestiva pues las ventas de sus discos cayeron de un momento para otro. Su estilo musical de pop suave que estimulaba «una vida libre de drogas» se hallaba obsoleta debido a la rápida popularización del rock psicodélico que reflejaba todo lo contrario y que se tomaría la industria musical de allí en adelante.
Con su carrera musical prácticamente en ruinas, Sonny decidió apostarle al cambio iniciando una nueva carrera como un dúo protagonista de recitales nocturnos en Las Vegas, en donde rápidamente esculpieron sus personalidades públicas, con Cher siendo la «agria pero sábia» cantante y Sonny «la noble víctima de sus insultos». En realidad, Sonny controlaba todo el espectáculo de principio a fin, desde los arreglos musicales hasta los chistes de humor negro de Cher. Su nuevo y cómico perfil, muy atractivo para la audiencia, fue luego captado por varios agentes de televisión, quienes notaron su gran potencial para un show de variedades.
Sonny y Cher tuvieron a su primera hija, Chastity Sun Bono, el 4 de marzo de 1969.

### 1970-1977: Éxito en televisión y separación

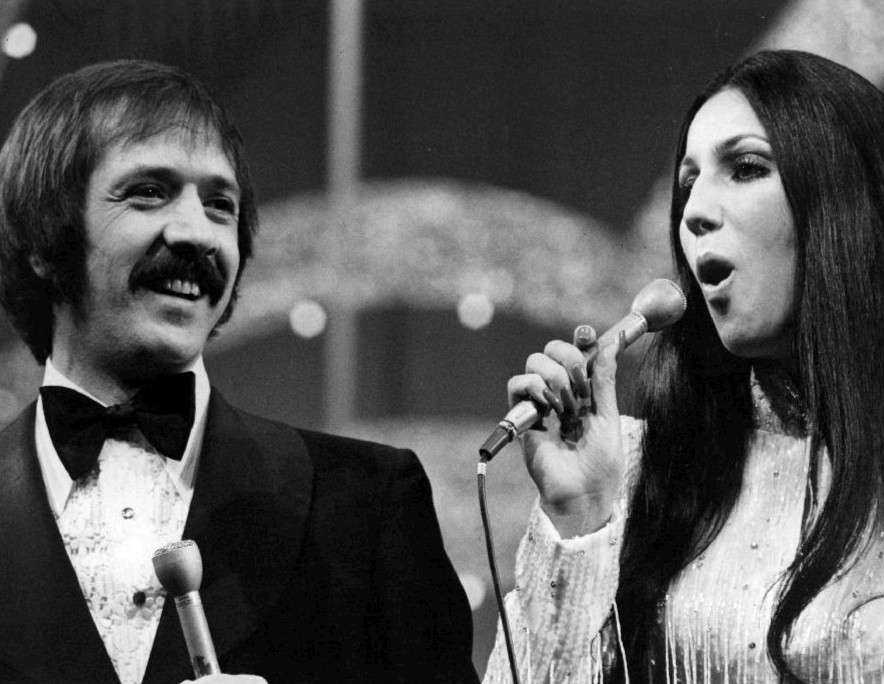
El dúo en concierto en 1973.

En 1970, Sonny & Cher protagonizaron su primer especial de televisión: The Nitty Gritty Hour, que mezcló comedia exagerada, sketches y música en vivo. Dicho especial recibió el elogio de la crítica especializada, lo que desencadenó numerosas apariciones especiales de la pareja en otros programas, uno de ellos, en el show animado para niños Las nuevas películas de Scooby-Doo.
Sonny & Cher llamaron la atención del programador en jefe de la CBS Fred Silverman y, sin dudarlo, les ofreció su propio programa de variedades. The Sonny and Cher Comedy Hour debutó en el verano de 1971 como un seriado de reemplazo para un programa saliente. A finales del año, el programa fue ubicado en horario estelar con éxito rotundo, alcanzando fácilmente la cima de los conteos de rating. Durante sus cuatro temporadas en la CBS, el programa recibió 15 nominaciones al premio Emmy, ganando uno por dirección. El dúo revivió con sorprendente éxito su carrera en la música con All I Ever Need Is You, su cuarto álbum de estudio que incluyó las canciones «All I Ever Need Is You» y «A Cowboy's Work Is Never Done» en 1972.
Los diálogos del dúo en el programa fueron basados en la exitosa rutina teatral de Louis Prima y Keely Smith: «el marido feliz y bonachón que cerraba su boca apenas escuchaba el comentario agrio de su inexpresiva esposa». El show reunió a un sinnúmero de comediantes, incluidos Teri Garr, Freeman King, Ted Ziegler, y Murray Langston. Uno de los sketch más conocidos fue la sátira del programa de CBS Cannon (protagonizada por William Conrad como El Detective Frank) con Tony Curtis haciendo de «El Detective Fat (Detective Gordo)» y al resto del elenco, incluyendo a Sonny y Cher, vestidos de trajes anchos que los hacía ver tan gordos que sus cuerpos eran casi esféricos, lo cual hacía que el Detective Fat, sus clientes y los sospechosos no pudieran hacer otra cosa que rebotar unos contra otros en un cuarto repleto de gente.

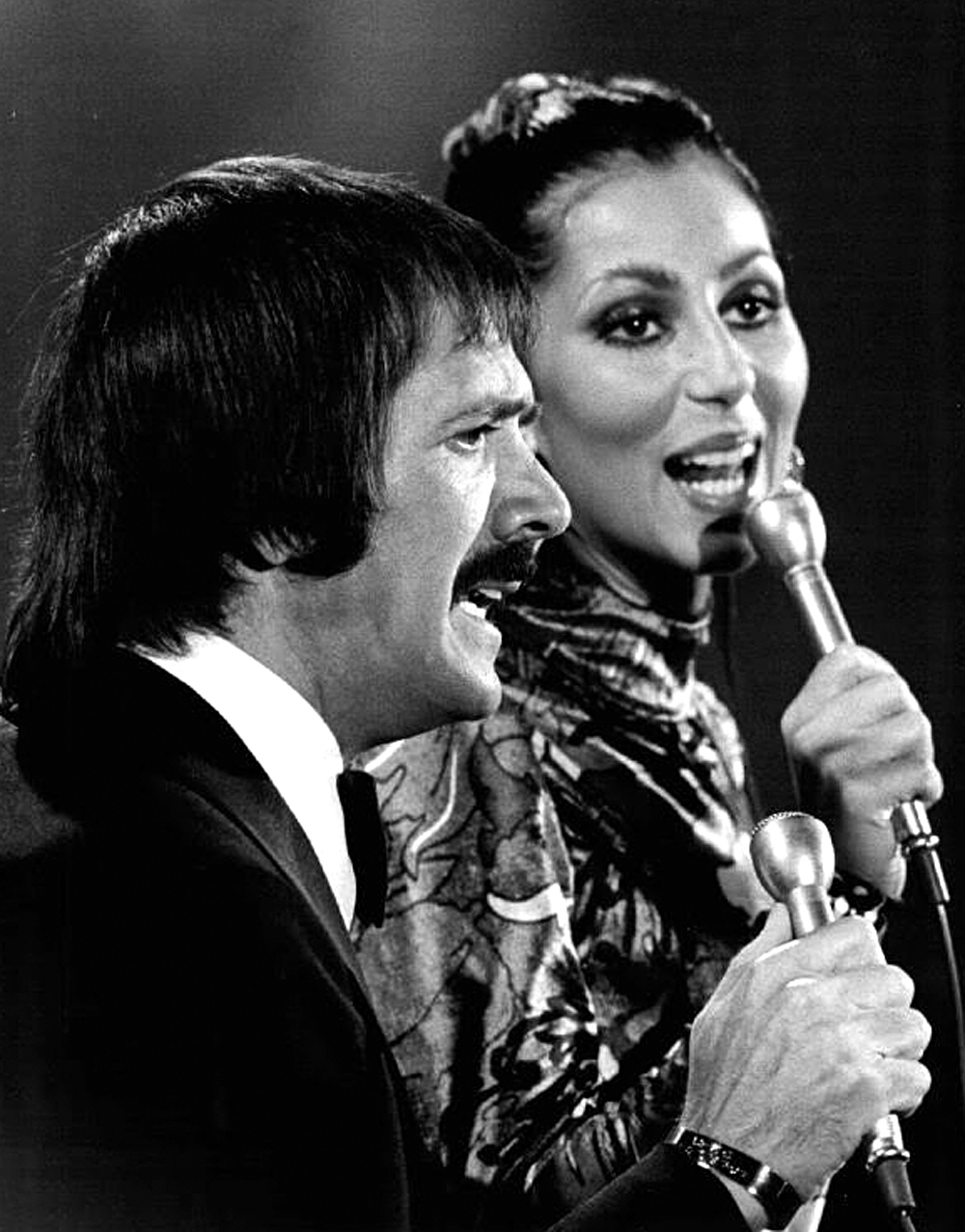
El dúo en The Sonny & Cher Show en 1976.

Cher ganaría un Globo de Oro por su rol de anfitriona en el programa en 1974. Para la tercera temporada de The Sonny and Cher Comedy Hour su matrimonio estaba en crisis y un año después, se divorciaron. El fin de la pareja también significó el fin del programa, a pesar de aún ser uno de los más vistos del horario estelar. El proceso de divorció desembocó en un bochornoso episodio cubierto por la prensa. Éste finalizó el 17 de junio de 1975 y cuatro días después, Cher contrajo matrimonio con el músico Gregg Allman, separándose nuevamente nueve días después.
Sonny lanzó su propio programa The Sonny Comedy Revue en el otoño de 1974, manteniendo la mayoría de comediantes y escritores de su anterior show. Cher también anunció sus planes de iniciar su propio programa. Varios críticos predijeron que Sonny Bono sería el gran ganador de esta puja al mantener su línea cómica y no esperaron mucho de Cher, quien usaría más elementos musicales. Al contrario de los predicho, el programa de Sonny fue sacado del aire de forma abrupta tras de 6 semanas de emisión.
The Cher Show debutó como un elaborado especial para televisión el 16 de febrero de 1975 con Flip Wilson y Bette Midler, y con Elton John como invitado especial. Los primeros actores Cloris Leachman y Jack Albertson ganaron un premio Emmy por su participación especial y el programa recibiría otras cuatro nominaciones. La primera temporada se ubicó entre los 25 programas más vistos de la televisión para final de año. Tras varios problemas personales y debido a su publicitada vida personal con Gregg Allman, el programa fue cancelado tras su segunda temporada.
Como resultado del divorcio, Sonny y Cher no se volvieron a relacionar hasta meses después, cuando ella asistió a la inauguración de uno de sus nuevos restaurantes en Los Ángeles en señal de reconciliación. En un nuevo intento por repetir su éxito, el dúo incursionó nuevamente con The Sonny & Cher Show. A pesar de que era claro que ya no estaban casados, hicieron mofa de ello con varios «apretones» de manos. Este intento fue infructuoso y salieron del aire en 1977 tras pésimos índices de rating. Antes del fin, la compañía de muñecos Mego Toys lanzó una línea inspirada en Sonny & Cher, con gran acogida.

### 1978-1999: Tras la separación
Superada su etapa como dúo, Sonny y Cher tomaron rumbos distintos. Sonny incursionó temporalmente en la actuación en los programas de televisión 
Isla de la fantasía y The Love Boat, y en el cine con Airplane II: The Sequel de 1982 y Hairspray de 1987. Logró cumplir sus aspiraciones políticas con éxito siendo elegido alcalde del Palm Springs, su ciudad natal, entre 1988 y 1992. En 1994, llegó al Congreso de los Estados Unidos acogido por el partido Republicano, ocupando un escaño en la Cámara de Representantes. Cher seguiría en el campo artístico: lograría gran éxito al final de los setenta incursionando en el género disco, se establecería a sí misma como una actriz cinematográfica de peso durante los ochenta, ganando el premio Óscar en 1987, y logrando ventas grandiosas con «Believe», canción que le premiaría con un Grammy en el 2000.
El dúo se volvería a reunir en dos ocasiones tras su divorcio. La primera vez en 1979 en el programa The Mike Douglas Show sin mayor repercusión., La segunda vez, el 13 de noviembre de 1987 en Late Night with David Letterman, en donde cantaron juntos por primera vez en más de una década «I Got You Babe», una aparición que luego fue considerada como «épica» en la televisión estadounidense.
En 1999 se estrenó la cinta de televisión And the Beat Goes On: The Sonny and Cher Story, con Jay Underwood como Sonny y Renee Faia como Cher y basada en la autobiografía del primero. La cinta fue nominada al premio Emmy.

## Muerte de Sonny Bono y derechos de autor

Estrella de Sonny & Cher en el Paseo de la fama de Hollywood.

El 5 de enero de 1998, Sonny Bono murió tras estrellarse a gran velocidad contra un árbol mientras esquiaba en el resort Heavenly Ski, cerca al Lago Tahoe; tenía 62 años. Su muerte tuvo lugar apenas unos días después del deceso de Michael LeMoyne Kennedy, sobrino del expresidente John F. Kennedy, fallecido en circunstancias similares. Su esposa para el momento, Mary Bono, fue elegida para ocupar su puesto en la Cámara de Representantes hasta completar su periodo. Mary Bono sería reelecta congresista desde entonces alentando varios de los proyectos de Sonny, entre ellos, la conservación del Lago Saltón.
Su funeral fue transmitido por CNN. Cher, quien asistió con Chastity, ofreció un sentido encomio, celebrando su vida en múltiples formas y describiéndolo como «el hombre más inolvidable que había conocido». El público presente cantó en coro «The Beat Goes On» y acompañaron su féretro hasta Desert Memorial Park en Cathedral City. En su lápida fue escrita la leyenda: «And The Beat Goes On». Frank Sinatra sería enterrado allí mismo meses más tarde. 
En 1998, Sonny & Cher recibieron su estrella en el Paseo de la fama de Hollywood por su contribución a la televisión. Cher asistió al evento con Mary Bono, quien aceptó el reconocimiento en nombre de su esposo. Más tarde, Cher rindió tributo a su memoria en el especial de la CBS Sonny and Me: Cher Remembers en donde declaró «que nunca se recuperaría de su muerte». También, dedicó su vigésimo tercer álbum de estudio Believe a su memoria con la leyenda: «In memory of Son». El álbum resultaría ser el más exitoso de su carrera.
Cuando Sonny y Cher se divorciaron, acordaron repartir sus ganancias y los derechos de su discografía por partes iguales. Tras su muerte, Mary Bono se quedó con una tercera parte de los intereses y un sexto fue repartido entre sus hijos. En 2009, Cher demandó a Universal Music alegando una deuda de regalías «ocultas» a ella y sus herederos por 5 millones de dólares.

## Discografía

### Álbumes
- 1965: Look At Us
- 1966: The Wondrous World of Sonny & Chér
- 1967: In Case You're In Love
- 1967: Good Times
- 1972: All I Ever Need Is You
- 1973: The Two of Us
- 1973: Mama Was a Rock and Roll Singer